# Карбучча
Карбучча (фр. Carbuccia, корс. Carbuccia) — коммуна во Франции, находится в регионе Корсика. Департамент коммуны — Южная Корсика. Входит в состав кантона Челаво-Меццана. Округ коммуны — Аяччо.
Код INSEE коммуны — 2A062.

## Население
Население коммуны на 2008 год составляло 322 человека.
| 1962 | 1968 | 1975 | 1982 | 1990 | 1999 | 2008 |
| ---- | ---- | ---- | ---- | ---- | ---- | ---- |
| 212  | 223  | 199  | 180  | 182  | 254  | 322  |

## Экономика
В 2007 году среди 202 человек в трудоспособном возрасте (15—64 лет) 139 были экономически активными, 63 — неактивными (показатель активности — 68,8 %, в 1999 году было 61,8 %). Из 139 активных работало 113 человек (65 мужчин и 48 женщин), безработных было 26 (14 мужчин и 12 женщин). Среди 63 неактивных 17 человек были учениками или студентами, 26 — пенсионерами, 20 были неактивными по другим причинам.
В 2008 году в коммуне насчитывалось 126 облагаемых налогом домохозяйств, в которых проживали 281 человек, медиана доходов составляла 16 483 евро на одного человека.